# 藤巻太一
藤巻 太一（ふじまき たいち、1881年（明治14年）4月23日 - 没年不明）は、日本の実業家。甲子不動産、佐賀炭鉱各元取締役。大阪港湾土地元監査役。朝鮮銀行総裁席外国為替元課長・初代ニューヨーク支店長。元参議院議員の藤巻健史と藤巻幸夫は孫。

## 来歴
新潟県出身。農業・藤巻伊三郎の次男として生まれる。兄が亡くなったため、戸主を継いだ甥・敏太郎から1930年（昭和5年）に分家する。1904年（明治37年）、旧制東京高等商業学校（現・一橋大学）を卒業し、第一銀行に入行。5年後の1909年（明治42年）、朝鮮銀行に転じ大連支店支配人、東京支店助役、東京総裁席課長を経て大阪支店の支配人に就任。一方で大阪港湾土地監査役に挙げらる。その後、総裁席外国為替元課長、甲子不動産株式会社（朝鮮銀行の子会社）の重役を務めた。

## 家族
- 父・伊三郎（1837年生） ‐  新潟県人。中魚沼郡の農家。十日町村戸長、真人村村長などを務めた。[6][7][8]
- 弟・石川氾兵（1884年生） ‐ 医師。真人村出身。1903年に順天堂の医師・石川達玄の養嗣子となり、東京帝国大学医科大学卒業後、三五公司マレー半島ゴム園群の医師としてシンガポールに赴任、1916年に帰国し、板橋町の石川病院長を務めた(のち博士（医学）を取得)[4][9][10]。
- 弟・石川一佐久（1891年生） ‐ 医師。伊三郎の五男。医師・石川宗碩（西升子の兄）の養子。東京帝大医科卒業後、同大付属病院佐藤外科を経て台湾総督府が設立した福州博愛会医院（1919年創立）に勤務、1928年の石川病院創立時より外科長。[11]
- 妹・龍野トモ（1895年生） ‐ 龍野定一の妻
- 妻・ミブ ‐ （1887年生） ‐ 新潟県中深見信用組合理事・中澤謙吉の娘。兄の岳父に小千谷銀行常務・高野又七、姉の舅に永沢銀行頭取・小野塚寛。[12][13]
- 長男・時男（1910年11月 - 没年不明） ‐  慶應義塾大学医学部放射線科助教授・客員教授・慶應義塾大学医学部月ヶ瀬温泉療養所所長[4][5]。
- 次男・良二（1912年3月 - 没年不明） ‐   カメラマン。満州国協和会元勤務[4][5]。
- 四男・邦夫（1919年7月 - 没年不明） ‐  慶應義塾大学経済学部出身で、元東芝社員[5]。
- 孫・藤巻健史 ‐ 邦夫の子
- 孫・藤巻幸夫 ‐ 健史の異母弟
- 玄孫・藤巻健太 ‐ 健史の長男
- 親戚・柳川覚治